# 매듭 (수학)

교차점이 7개 이하인 모든 소수 매듭

매듭 이론에서 매듭이란 원을 3차원 유클리드 공간 R3에 매장한 것을 말한다. 일상적인 의미의 '매듭'은 대체로 긴 줄을 꼬아 묶은 것을 말하는데, 수학적인 매듭은 이 줄의 양쪽 끝을 붙인 것이다. 한 매듭을 R3 안에서 중간을 자르지 않고 조금씩 움직여서 다른 매듭으로 만들 수 있으면 두 매듭이 '동등하다'고 한다.

## 같이 보기
- 위상수학
- 세잎매듭
- 자명한 매듭
- 소수 매듭